# SpeakON

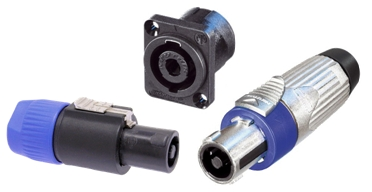
Speakon de Neutrik. El cilindre del connector té 26mm de diàmetre total.

El Speakon (estilitzat speakON ) és un nom de marca registrada per a un connector elèctric, originalment fabricat per Neutrik, utilitzat principalment en sistemes d'àudio professionals per connectar altaveus a amplificadors. Altres fabricants fan productes compatibles, sovint sota el nom de "connector de torsió d'altaveus".

## Característiques
Els connectors Speakon disposen els seus contactes en dos anells concèntrics, amb els contactes interiors anomenats +1, +2, etc. i els connectors de contactes exteriors (només en la versió de quatre i vuit pols) anomenats -1, -2, etc. La convenció de fase és que la tensió positiva al contacte + fa que l'aire s'allunyi de l'altaveu
Hi ha receptacles "combo" de 2 pols que també poden acceptar cables de 4 pols i endolls de telèfon d'1/4 ". El 2019, el fabricant va presentar la sèrie STX que incloïa connectors de línia mascle i connectors de panell femella.
Els connectors Speakon estan classificats per a un corrent continu d'almenys 30 A RMS, superior als connectors de telèfon TS d'1/4 de polzada, bloqueig de gir de dos pols i connectors XLR per a altaveus.

## Disseny

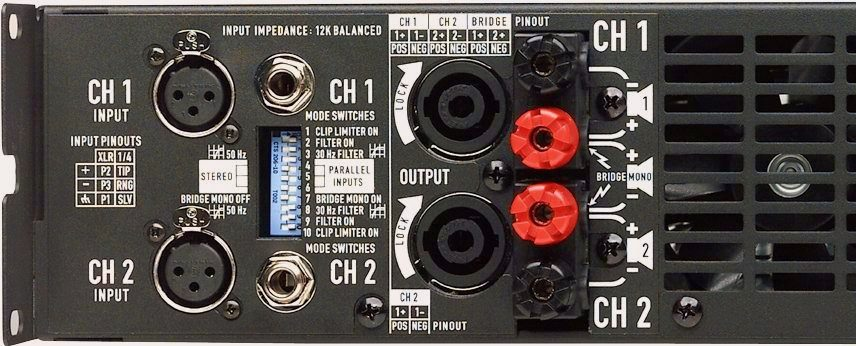
Connectors de panell Speakon (centre) muntats en un amplificador de potència PA professional de QSC amb una potència de sortida de 2 x 700 watts (4 ohms)

Un connector Speakon està concebut amb un sistema de bloqueig que es pot dissenyar per a connexions soldades o bé collades. Els connectors de línia (femella) s'acoblen amb els connectors del panell (mascle) i normalment un cable tindrà connectors idèntics als dos extrems. Si cal unir cables, es pot utilitzar un acoblador (que consisteix bàsicament en dos connectors de panell muntats als extrems d'un tub de plàstic). El disseny va ser concebut l'any 1987.
Els connectors Speakon estan dissenyats perqué no hi pugui haver erreros en el seu ús amb els cables dels altaveus. Amb preses d'altaveus d'1/4" i connexions XLR, és possible que els usuaris utilitzin erròniament un micròfon blindat de baix corrent o cables d'instrument en una aplicació d'altaveus d'alta intensitat. Els cables Speakon estan pensats únicament per utilitzar-los en aplicacions d'àudio d'alta intensitat.
Els connectors Speakon es fabriquen en configuracions de dos, quatre i vuit pols. El connector de línia de dos pols s'acoblarà amb el connector del panell de quatre pols, connectant-se a +1 i -1; però la combinació inversa no funcionarà. El connector de vuit pols és físicament més gran per acomodar els pols addicionals. El connector de quatre pols és el més comú, almenys des de la disponibilitat de cables ja fets, ja que permet coses com la biamplificació (dues de les quatre connexions per al senyal de freqüència més alta, amb les altres dues per a la més baixa). senyal de freqüència) sense dos cables separats. De la mateixa manera, el connector de vuit pols es podria utilitzar per a l'amplificació triple (dos pols cadascun per a freqüències baixes, mitjanes i altes amb dues no utilitzades) o per a l'amplificació quàdruple (dos pols per a alt, mitjà, baix i sub).
Un altre ús del cable de quatre pols és transportar dos canals de senyal amplificat des d'un amplificador a un parell d'altaveus mitjançant un cable Y "combinador" connectat als dos canals de sortida i un cable Y "divisor" per alimentar el cable. altaveus. Els cables Y "combinador" i "divisor" són els mateixos: dos connectors de dos pols en un extrem, connectats als pins ±1 i ±2, respectivament, d'un connector de línia de quatre pols a l'altre extrem. Alguns amplificadors i mescladors-amplificadors estan configurats per fer-ho sense necessitat d'un "combinador".